# Orto helíaco

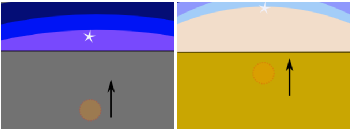
Diagrama de un orto helíaco.

El orto helíaco de una estrella es su primera aparición por el horizonte Este después de su período de invisibilidad. Es un caso particular de orto.

## Descripción
Dependiendo de la magnitud visual de la estrella, el orto helíaco se producirá en los crepúsculos matutinos náutico o civil, con el Sol a 12.º o 6.º, respectivamente, por debajo del horizonte, antes del amanecer.
El día de su orto helíaco la estrella hace su primera aparición durante breve tiempo, porque enseguida el amanecer del Sol la ocultará. A partir de entonces la distancia angular estrella-Sol se incrementa y aquella será visible durante períodos más prolongados de tiempo, hasta que finalmente brille en plena noche.

### Diferencias
El orto helíaco de una estrella depende de diferentes factores que cambian según cual sea la posición del observador respecto a otro en otro lugar. El principal factor es la posición de ambos, ya que la latitud influye en el día del orto de una estrella. Por ejemplo, en el hemisferio en el que se encuentra la estrella a observar, un observador ubicado 10º más cerca del polo que otro, presenciara el orto de la estrella unos 11 días antes que el otro (un ejemplo en concreto es el de la estrella Sirio, en la que un observador posicionado en el ecuador podrá verla a partir del 9 de julio, a diferencia de uno posicionado en el trópico de Cáncer, es decir, 23° al norte, que recién podrá verla el 25 de julio, o sea, 16 días después. O uno posicionado en el trópico de Capricornio, es decir, 23° al sur, que la podrá ver desde el 22 de junio, o sea, 17 días antes). Además existen otros factores menores, como la contaminación lumínica y la suciedad del aire, que puede retrasar el orto de una estrella varios días. Por ejemplo, una estrella débil tendrá su orto hasta 15 días antes en una zona con contaminación lumínica nula respecto a una con máxima contaminación.

### Ejemplos
Algunas estrellas, vistas desde una latitud particular en la tierra, no tendrán un ajuste u orto helíaco. Estrellas circumpolares permanecen por encima del horizonte durante todo el año, siendo siempre visibles en el cielo al amanecer. Por el contrario, algunas estrellas nunca se ven en algunos lugares. Por ejemplo, la estrella del Norte, o Estrella Polar, no es visible en Australia o Argentina, y la Cruz del Sur no es vista en Europa o EE. UU., porque siempre permanecen por debajo del horizonte.

### Orto helíaco en los polos
Debido a la Rotación de la Tierra, los polos están situados exactamente debajo de sus respectivos polos celestes, que son los puntos del cielo del cual todas las estrellas parecen girar sobre este, y además son los únicos puntos del cielo que siempre están fijos (la Estrella del Norte está ubicada casi exactamente sobre el Polo Norte Celeste y por eso parece no moverse a lo largo de la noche y del año). Debido a esto, los polos son los únicos lugares en los que las estrellas no parecen viajar por el cielo terrestre de este a oeste, sino que todas las estrellas visibles viajan alrededor de este en una línea recta que siempre se encuentra a la misma altura, y por lo tanto, siempre por encima del horizonte. Por eso, absolutamente todas las estrellas visibles en los polos son además circumpolares, debido a esto el orto helíaco en los polos no existe, ya que todas las estrellas son visibles durante todo el año.

## Hemisferio norte
Los antiguos egipcios basan su calendario en el orto helíaco de Sirio e idearon un método de contar el tiempo por la noche, basada en los levantamientos heliacos de 36 estrellas llamadas Estrellas decanos (uno para cada segmento de 10 ° del círculo de 360 ° de la zodiaco/calendario). Los sumerios, los babilonios y los griegos también utilizaron los ortos heliacos de varias estrellas para la sincronización de las actividades agrícolas.

## Hemisferio sur

### We tripantú
Los mapuches llamaban a las pléyades    Ngaupoñi  las que al acercarse el we tripantu desaparecerán por el poniente, lafkenmapu o ngülumapu en mapudungún, asomándose en la madrugada hacia el oriente, unos días antes de producirse el nacimiento de la nueva vida en la naturaleza. La salida heliaca de las Ngaupoñi, es decir Aparición de las Pléyades por el horizonte más una hora antes que el Sol anunciaba 12 días antes el Solsticio de invierno y el We tripantú.

### Inti Raymi
La interacción con los incas ayudó a los mapuches a intercambiar observaciones astronómicas. De acuerdo a Aveni, la salida heliaca  de las Pléyades da inicio al año Inca, lo que ocurre unos 13 a 15 días antes del solsticio de invierno. Ellos vieron una relación entre el tiempo en que las Pléyades son visibles y el ciclo agrícola anual. De esta manera uno de los nombres con que designaban al cúmulo era Collca, que significa depósito de alimentos en quechua. Las Pléyades están ausentes del cielo nocturno entre el 3 de mayo y 9 de junio, durante un período de 37 días, período que coincide con el que media entre la cosecha y la próxima época de siembra en el altiplano.
La observación de la primera aparición de las Pléyades no sólo definía el inicio del año Inca y Mapuche, sino que también les permitía pronosticar las precipitaciones en la siguiente temporada y según esto adelantar o atrasar las siembras.

### Otros
Los maoríes de Nueva Zelanda, llaman a las Pléyades  Matariki y su orto helíaco significa el comienzo del nuevo año (alrededor de junio).

## Lista de orto helíaco por estrella
| Estrella                   | Ecuador         | Trópico de Cáncer | Trópico de Capricornio | Círculo polar ártico | Círculo polar antártico |
| -------------------------- | --------------- | ----------------- | ---------------------- | -------------------- | ----------------------- |
| Sirio (α Canis Majoris)    | 9 de julio      | 25 de julio       | 22 de junio            | 7 de septiembre      | 6 de mayo               |
| Canopus (α Carinae)        | 4 de julio      | 15 de agosto      | 23 de mayo             | no visible           | circumpolar             |
| Arturo (α Bootis)          | 9 de noviembre  | 24 de octubre     | 28 de noviembre        | 24 de septiembre     | 12 de febrero           |
| Alfa Centauri (α Centauri) | 13 de noviembre | 22 de diciembre   | 19 de septiembre       | no visible           | circumpolar             |
| Vega (α Lyrae)             | 6 de enero      | 9 de diciembre    | 1 de febrero           | circumpolar          | no visible              |
| Rigel (β Orionis)          | 18 de junio     | 2 de julio        | 5 de junio             | 20 de agosto         | 3 de mayo               |
| Proción (α Canis Minoris)  | 24 de julio     | 31 de julio       | 17 de julio            | 23 de agosto         | 16 de junio             |
| Achernar (α Eridani)       | 24 de abril     | 18 de junio       | 12 de marzo            | no visible           | circumpolar             |
| Betelgeuse (α Orionis)     | 28 de junio     | 6 de julio        | 22 de junio            | 9 de agosto          | 1 de junio              |
| Hadar o Agena (β Centauri) | 4 de noviembre  | 13 de diciembre   | 9 de septiembre        | no visible           | circumpolar             |